# Fiumelatte (Varenna)
Fiumelatte (in lecchese Fiumlacc) è una frazione del comune italiano di Varenna. È anche il nome del fiume che bagna il borgo citato da Leonardo da Vinci nel codice Atlantico.

## Storia

### Resistenza
Una lapide presso la Montagnetta di Fiumelatte ricorda i partigiani della 55ª Brigata Garibaldi "Fratelli Rosselli" fucilati l'8 gennaio 1945 dai fascisti dell'XI Brigata Nera "Cesare Rodini" in seguito alla cattura avvenuta a Esino Lario. Elenco dei partigiani uccisi:
- Carlo Bonacina - classe 1921
- Ambrogio Inverni - classe 1914
- Giuseppe Maggi - classe 1924
- Virginio Panzeri - classe 1924
- Domenico Pasut - classe 1922
- Carlo Rusconi - classe 1920

## Monumenti e luoghi d'interesse

### Architetture religiose
- Chiesa della Beata Vergine Maria di Loreto

## Infrastrutture e trasporti
Il borgo è servito da dall'omonima stazione posta sulla Lecco-Sondrio, è servita dai treni regionali eserciti da Trenord che collegano Sondrio a Lecco, cadenzati a frequenza oraria.